# Elementmolekül
Elementmoleküle sind Moleküle, die lediglich aus zwei oder mehreren Atomen eines einzigen chemischen Elementes bestehen. Bildet sich eine Bindung zwischen zwei Atomen, so spricht man von diatomaren Elementen.
Im Gegensatz zu Elementmolekülen bestehen alle anderen Moleküle aus mindestens zwei Atomen unterschiedlicher Elemente (wie beispielsweise Wasser mit der Summenformel H2O aus Wasserstoff und Sauerstoff).
In Elementmolekülen herrscht aufgrund der absoluten Gleichheit der Verbindungspartner eine reine kovalente Bindung vor. Dabei kann es sich um Einfachbindungen wie in Wasserstoff (H2) oder Mehrfachbindungen (Doppelbindung in O2, Dreifachbindung in N2) handeln.
Bei den Elementen, die Elementmoleküle ausbilden, sind diese die stabilere Form. Die meist instabilen, also nur für kurze Zeiträume existierenden atomaren Formen dieser Elemente sind dementsprechend viel reaktiver.
Beispiele für Elemente, die Elementmoleküle bilden:
- Wasserstoff: H2
- Stickstoff: N2
- Sauerstoff: O2, O3 (das Ozon)
- Chlor: Cl2
- Kohlenstoff C60 (ein Fulleren)
- Fluor:F2
- Brom: Br2
- Iod: I2
- Phosphor: P4, P2
- Schwefel: Sn, häufig S8

Das Ozon ist auch ein Beispiel dafür, dass sich die Eigenschaften von Elementmolekülen ein und desselben Elementes stark unterscheiden können: Während die Form des Sauerstoffs O2 für die meisten Lebewesen lebensnotwendig ist, ist die Form O3 giftig.